# Exérese

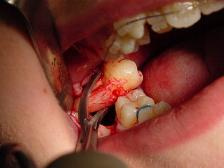
Exemplo de exérese (exodontia).

Exérese é uma manobra cirúrgica utilizada para retirar parcialmente ou totalmente um órgão ou tecido para fins terapêuticos.
Engloba vários procedimentos cirúrgicos, como: remoção de lesões patológicas, osteotomias, curetagens, exodontias, etc.